# Tulancingo

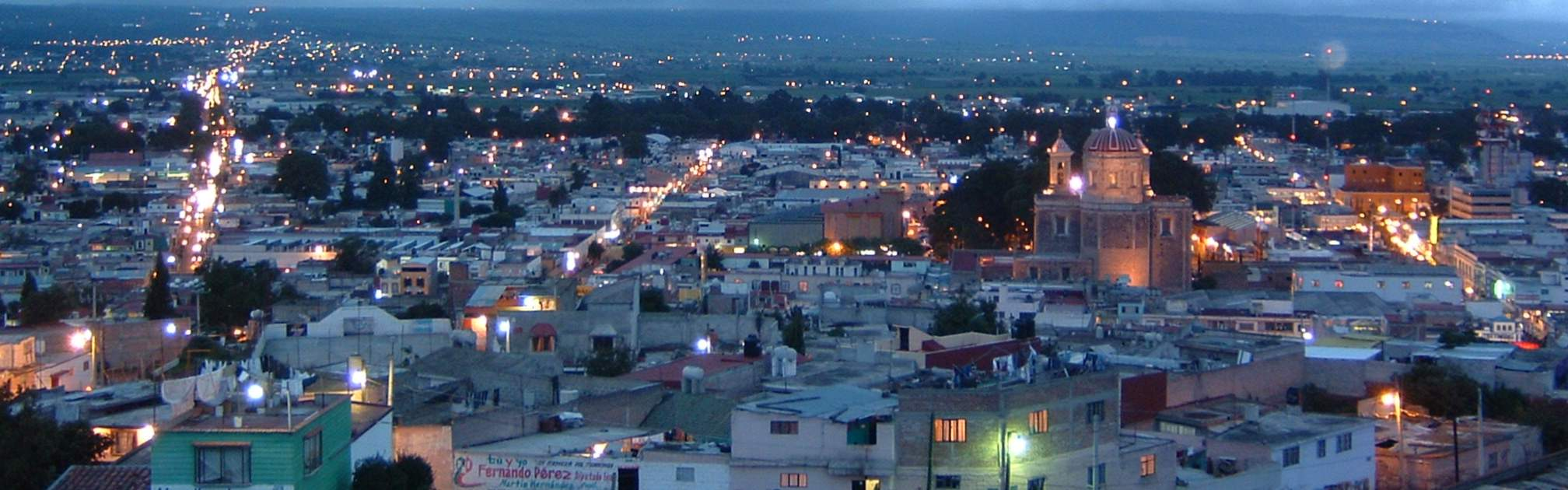
Tulancingo

Tulancingo är en stad i Mexiko och är belägen i den östra delen av delstaten Hidalgo.

## Stad och storstadsområde
Staden har 98 352 invånare (2007), med totalt 132 449 invånare (2007) i hela kommunen Tulancingo de Bravo på en yta av 232 km². Kommunen heter officiellt Tulancingo de Bravo.
Storstadsområdet, Zona Metropolitana de Tulancingo, har totalt 208 388 invånare (2007) på en yta av 679 km². Området består av kommunerna Tulancingo de Bravo, Cuautepec de Hinojosa och Santiago Tulantepec de Lugo Guerrero.